# Osselna-Gletscher
Der Osselna-Gletscher (bulgarisch ледник Оселна lednik Osselna) ist ein 4 km langer und 1 km breiter Gletscher im Norden der Alexander-I.-Insel westlich der Antarktischen Halbinsel. Auf der Westseite der Havre Mountains fließt er von den Südwesthängen des Simon Peak in südwestlicher Richtung zur Lasarew-Bucht, die er nördlich des Kamhi Point erreicht.
Britische Wissenschaftler kartierten ihn 1971. Die bulgarische Kommission für Antarktische Geographische Namen benannte ihn 2017 nach der Ortschaft Osselna im Nordwesten Bulgariens.